# Peter Osuský
Peter Osuský (ur. 11 października 1953 w Bratysławie) – słowacki polityk, lekarz i wykładowca akademicki, prorektor Uniwersytetu Komeńskiego w Bratysławie, poseł do Rady Narodowej.

## Życiorys
Ukończył studia medyczne na Uniwersytecie Komeńskiego w Bratysławie. Podjął praktykę w zawodzie lekarza. W latach 1991–1995 był przewodniczącym związku słowackich filatelistów. Od 1992 do 1994 pełnił funkcję wiceprezesa Słowackiej Izby Lekarskiej. W latach 1990–2003 zasiadał w senacie wydziału lekarskiego Uniwersytetu Komeńskiego w Bratysławie, był także członkiem senatu uczelni (1995–2003). W 2003 został prorektorem uniwersytetu ds. kontaktów zagranicznych, pełnił tę funkcję do 2011.
Działał w Partii Demokratycznej, od 1994 do 1995 był jej przewodniczącym. W 1998 uzyskał mandat posła do Rady Narodowej z ramienia Słowackiej Koalicji Demokratycznej. Był szefem słowackiej delegacji do Zgromadzenia Parlamentarnego Organizacji Bezpieczeństwa i Współpracy w Europie. W 2001 odszedł z Partii Demokratycznej, która rekomendowała go do parlamentu, i związał się z nowo powstałą Obywatelską Partią Konserwatywną – został jej wiceprzewodniczącym.
W latach 2004 i 2009 bez powodzenia ubiegał się o mandat posła do Parlamentu Europejskiego.
W 2006 został radnym stołecznej dzielnicy Stare Miasto. W wyborach samorządowych w 2010 ponownie uzyskał mandat radnego. W wyborach w tym samym roku został wybrany do Rady Narodowej z ramienia OKS (kandydował z listy Most-Híd). Stanął na czele delegacji słowackiej do Zgromadzenia Parlamentarnego OBWE. Jesienią 2011 został wykluczony z OKS, poinformował jednocześnie o starcie z listy Wolności i Solidarności w wyborach w 2012, w wyniku głosowania został ponownie wybrany do parlamentu.
W 2014 był kandydatem SaS w wyborach prezydenckich, zrezygnował jednak jeszcze przez pierwszą turą głosowania. W 2016 i 2020 ponownie uzyskiwał mandat poselski.